# Nyikolaj Vlagyimirovics Ivanov
Nyikolaj Vlagyimirovics Ivanov, oroszul: Николай Владимирович Иванов (Leningrád, 1964. január 24. –) orosz nemzetközi labdarúgó-játékvezető.

## Pályafutása

### Nemzeti játékvezetés
A játékvezetői vizsgát 1981-ben tette le. Nemzeti labdarúgó-szövetségének megfelelő játékvezető bizottsága minősítése alapján[forrás?] 1992-ben lett országos, 1996-ban a Premjer-Liga játékvezetője. A nemzeti játékvezetéstől 2009-ben vonult vissza. Első ligás mérkőzéseinek száma: 215. A szovjet-orosz mérkőzésvezetői örök ranglistán (2009 bajnoki év végével) a 6. helyen áll.

#### Nemzeti kupamérkőzések
Vezetett kupadöntők száma: 1.

##### Össz-szövetségi Kupa
| Időpont          | Mérkőzés típusa | Mérkőzés                    | Eredmény |
| ---------------- | --------------- | --------------------------- | -------- |
| 2008. január 27. | döntő           | Xəzər Lənkəran FK–Pakhtakor | 4 – 3    |

### Nemzetközi játékvezetés
Az Orosz labdarúgó-szövetség Játékvezető Bizottsága (JB) terjesztette fel nemzetközi játékvezetőnek,[forrás?] a Nemzetközi Labdarúgó-szövetség (FIFA) 2000-től tartotta nyilván bírói keretében. A FIFA JB központi nyelvei közül a angolt beszéli. Több nemzetek közötti válogatott és klubmérkőzést vezetett. 2008-ban az UEFA JB besorolása szerint a „mester” kategóriába tevékenykedett. Az orosz nemzetközi játékvezetők rangsorában, a világbajnokság-Európa-bajnokság sorrendjében többedmagával a 6. helyet foglalja el 7 találkozó szolgálatával. Az aktív nemzetközi játékvezetéstől 2009-ben búcsúzott.

#### Labdarúgó-világbajnokság
A 2006-os labdarúgó-világbajnokságon és a 2010-es labdarúgó-világbajnokságon a FIFA JB bíróként alkalmazta. Selejtező mérkőzéseket az UEFA zónában vezetett.

##### 2006-os labdarúgó-világbajnokság
| Időpont             | Helyszín                     | Mérkőzés típusa           | Mérkőzés         | Eredmény | Nézők száma |
| ------------------- | ---------------------------- | ------------------------- | ---------------- | -------- | ----------- |
| 2005. június 4.     | Nya Ullevi Stadion, Göteborg | előselejtező (8. csoport) | Svédország–Málta | 6 – 0    | 35 593      |
| 2005. szeptember 7. | GSP Stadion, Nicosia         | előselejtező (4. csoport) | Ciprus–Svájc     | 1 – 3    | 2 561       |

##### 2010-es labdarúgó-világbajnokság
| Időpont             | Helyszín                      | Mérkőzés típusa           | Mérkőzés                    | Eredmény | Nézők száma |
| ------------------- | ----------------------------- | ------------------------- | --------------------------- | -------- | ----------- |
| 2008. szeptember 6. | Tehelne Pole Stadion, Pozsony | előselejtező (3. csoport) | Szlovákia–Észak-Írország    | 2 – 1    | 5 445       |
| 2009. március 28.   | Cristal Stadion, Genk         | előselejtező (5. csoport) | Belgium–Bosznia-Hercegovina | 2 – 4    | 20 041      |
| 2009. október 14.   | Råsunda Stadion, Solna        | előselejtező (1. csoport) | Svédország–Albánia          | 4 – 1    | 25 342      |

#### Labdarúgó-Európa-bajnokság
A 2003-as U19-es labdarúgó-Európa-bajnokságon az UEFA JB játékvezetőként foglalkoztatta.
| Időpont          | Helyszín                 | Mérkőzés típusa              | Mérkőzés                 | Eredmény |
| ---------------- | ------------------------ | ---------------------------- | ------------------------ | -------- |
| 2003. július 16. | Rheinpark Stadion, Vaduz | csoportmérkőzés (A. csoport) | Liechtenstein–Portugália | 0 – 5    |
| 2003. július 20. | Városi Stadion, Triesen  | csoportmérkőzés (B. csoport) | Ausztria–Franciaország   | 1 – 1    |

---
A 2008-as labdarúgó-Európa-bajnokságon az UEFA JB játékvezetőként foglalkoztatta.
| Időpont             | Helyszín                    | Mérkőzés típusa           | Mérkőzés                    | Eredmény | Nézők száma |
| ------------------- | --------------------------- | ------------------------- | --------------------------- | -------- | ----------- |
| 2006. szeptember 6. | Laugardalsvöllur, Reykjavík | előselejtező (F. csoport) | Izland–Dánia                | 0 – 2    | 10 000      |
| 2007. június 6.     | Rheinpark Stadion, Vaduz    | előselejtező (F. csoport) | Liechtenstein–Spanyolország | 0 – 2    | 5 739       |

#### Nemzetközi kupamérkőzések

##### UEFA-kupa
| Időpont              | Helyszín                        | Mérkőzés típusa    | Mérkőzés                               | Eredmény |
| -------------------- | ------------------------------- | ------------------ | -------------------------------------- | -------- |
| 2001. szeptember 20. | Marcel Saupin Stadion, Bordeaux | selejtező első kör | FC Girondins de Bordeaux–Debreceni VSC | 5 – 1    |
| 2002. szeptember 19. | Üllői úti Stadion, Budapest     | A 64 közé jutásért | Ferencvárosi TC–Kocaelispor            | 4 – 0    |